# Empectoides drouhardi
Empectoides drouhardi är en skalbaggsart som beskrevs av Dewailly 1950. Empectoides drouhardi ingår i släktet Empectoides och familjen Melolonthidae. Inga underarter finns listade i Catalogue of Life.